# Головко Юрій Несторович
Юрій Несторович Головко́ (25 березня 1906, Писарівка — 1 березня 1980, Норт-Бей) — український  хоровий диригент, композитор.

## Життєпис
Народився 25 березня 1906 року в селі Писарівці (нині Подільський район Одеської області, Україна) у багатодітній сім'ї сільського псаломщика. Його батько — Нестор Никифорович Головко, закінчив духовну школу в Кам'янці-Подільському і у 1904 році взяв шлюб з Теклею Миколаївною Машкевич. Молодший брат — український письменник Олекса Гай-Головко. Закінчив Кам'янець-Подільську духовну семінарію та Київський музично-драматичний інститут.
У 1932—1933 роках працював хормейстером хорової капели «Вік» у Сталіному; у 1933—1941 роках обіймав посаду асистента хормейстера Київського театру опери та балету; у 1943—1944 роках — хормейстера Коломийського українського драматичного театру.
1945 року організував і очолив чоловічий хор «Трембіта» у французькій зоні окупації Німеччини. 1948 року емігрував до Канади, де протягом 1949—1951 років працював диригентом православних хорів кафедри святого Івана в Едмонтоні та протягом 1952—1969 років — кафедри святого Володимира в Торонто. Водночас з 1954 року — диригент чоловічого хору «Сурма» Українського канадського легіону, з яким концертував містами Канади. Записав платівки «Свята Літургія» (1961) та «Великодня утреня» (1966). 
Помер 1 березня 1980 року в Норт-Беї. Похований у містечку Баунд-Брук (Нью-Джерсі, США).